# 法库多·佩雷斯·卡斯特罗
法库多·佩雷斯·卡斯特罗（西班牙語：Facundo Pérez Castro，1981年8月7日—）是阿根廷职业足球运动员，场上司职后腰，现效力于中国足球甲级联赛球队广东日之泉。

## 俱乐部生涯
卡斯特罗从阿根廷青年的梯队进入一线队，曾代表阿根廷国青队征战2001年世青赛，此后征战阿根廷甲级联赛多年，不过由于严重受伤而影响了其职业生涯。2007年离开球队后，卡斯特罗在多家阿根廷和希腊的顶级联赛球队效力。2011年，卡斯特罗加盟上海申花，占据了后腰主力位置，其体能、跑位与意识都得到了广泛肯定，不过其身体对抗能力却显不足，赛季结束后球队更换所有外援，卡斯特罗也离开了球队。
2012年2月，卡斯特罗转投中国足球甲级联赛球队广东日之泉。